# Бресница (Босилеград)
Бресница (серб. Бресница, болг. Брестница) — населённый пункт в общине Босилеград Пчиньского округа Сербии.

## Население
Согласно переписи населения 2002 года, в селе проживало 77 человек (55 болгар, 19 сербов и другие).
| Численность населения | Численность населения | Численность населения | Численность населения | Численность населения | Численность населения | Численность населения | Численность населения |
| 1948                  | 1953                  | 1961                  | 1971                  | 1981                  | 1991                  | 2002                  | 2011                  |
| --------------------- | --------------------- | --------------------- | --------------------- | --------------------- | --------------------- | --------------------- | --------------------- |
| 401                   | 429                   | 376                   | 296                   | 177                   | 131                   | 77                    | 45                    |

## Религия
Согласно церковно-административному делению Сербской православной церкви, село относится к Босилеградскому архиерейскомку наместничеству Враньской епархии. В селе расположен Монастырь Святого пророка Илии, построенный в 1863 году.